# Епархия Матансаса
Епархия Матансаса (лат. Dioecesis Matansansis) — епархия Римско-Католической церкви с центром в городе Матансас, Куба. Епархия Матансаса входит в митрополию Гаваны. Кафедральным собором епархии Матансаса является церковь святого Карла Борромео.

## История
10 декабря 1912 года Римский папа Пий X издал буллу «Quae catholicae religioni», которой учредил епархию Матансаса, выделив её из епархии Сан-Кристобаль-де-ла-Гаваны. В этот же день епархия Матансаса вошла в митрополию Сантьяго-де-Кубы.
6 января 1925 года епархия Матансаса вошла в митрополию Са-Кристобаль-де-ла-Гаваны.

## Ординарии епархии
- епископ Charles Warren Currier (26.04.1913 — 11.02.1914);
- епископ Severiano Sainz y Bencamo (3.05.1915 — 14.03.1937);
- епископ Alberto Martín y Villaverde (14.05.1938 — 3.11.1960);
- епископ José Maximino Eusebio Domínguez y Rodríguez (18.07.1961 — 11.21.1986);
- епископ Mariano Vivanco Valiente (18.05.1987 — 23.08.2004);
- епископ Manuel Hilario de Céspedes y García Menocal (7.05.2005 — по настоящее время).

## Источник
- Annuario Pontificio, Libreria Editrice Vaticana, Città del Vaticano, 2003, ISBN 88-209-7422-3